# Gliese 876 c
Gliese 876 c – odkryta w 2001 roku planeta pozasłoneczna orbitująca wokół gwiazdy Gliese 876, w konstelacji (gwiazdozbiorze) Wodnika. Gliese 876 c jest częścią systemu planetarnego Gliese 876, w skład którego wchodzą również odkryta wcześniej planeta Gliese 876 b oraz odkryte później Gliese 876 d i Gliese 876 e.

## Odkrycie planety
Planeta Gliese 876 b została odkryta w 1998 roku. W 2001 roku dokładniejsze analizy zmian prędkości radialnej ujawniły istnienie w systemie drugiej planety, którą oznaczono jako Gliese 876 c. Odkryto jednocześnie, że okres orbitalny Gliese 876 c jest równy dokładnie połowie okresu orbitalnego planety Gliese 876 b, co oznacza, że pierwotnie przesunięcia Dopplera w widmie linii spektralnych Gliese 876 interpretowano jako spowodowane większą ekscentrycznością orbity Gliese 876 b.

## Charakterystyka planety

### Orbita
Okres orbitalny Gliese 876 c wynosi 30,088 dnia. Gliese 876 c jest drugą pod względem odległości od gwiazdy z czterech znanych planet układu i jest w rezonansie orbitalnym 1:2 z odkrytą w 1999 roku planetą Gliese 876 b, która okrąża Gliese 876 po bardziej zewnętrznej orbicie. Rezonans orbitalny prowadzi do silnych oddziaływań grawitacyjnych pomiędzy planetami, skutkiem czego elementy orbitalne planety ulegają stosunkowo szybkim zmianom wraz z precesją planety. Orbita Gliese 876 c jest dużo bardziej ekscentryczna niż jakiejkolwiek planety w Układzie Słonecznym. Półoś wielka orbity wynosi zaledwie 0,13 jednostek astronomicznych, co oznacza, że planeta okrąża swoją gwiazdę w odległości około jednej trzeciej odległości Merkurego od Słońca. Jednak Gliese 876 jest gwiazdą o tak niewielkiej jasności, że Gliese 876 c znajduje się w wewnętrznej części ekosfery.

### Masa
Istniejące szacunki masy planety są niedokładne. Jednym z ograniczeń metody użytej do odkrycia planety Gliese 876 c jest to, że pozwala ona wyznaczyć jedynie kres dolny masy planety, który wynosi około 62% masy Jowisza. Rzeczywista masa planety zależy od nachylenia jej orbity, które w ogólnym przypadku jest nieznane. Jednak dla systemów charakteryzujących się rezonansem orbitalnym, takich jak Gliese 876, oddziaływanie grawitacyjne między planetami może zostać wykorzystane do ustalenia ich rzeczywistych mas. Badania zmian prędkości radialnej sugerują inklinację około 50° do płaszczyzny nieba, co oznaczałoby, że rzeczywista masa planety jest około 30% większa niż jej dolna granica i wynosi około 81% masy Jowisza. Z drugiej strony, badania astrometryczne planety Gliese 876 b przeprowadzone z użyciem Kosmicznego Teleskopu Hubble’a sugerują nachylenie orbity wynoszące 84°. Zakładając, że orbity planet Gliese 876 b oraz Gliese 876 c leżą w tej samej płaszczyźnie, w tym przypadku masa Gliese 876 b jest tylko nieznacznie większa od dolnej granicy wyznaczonej metodą pośrednią.
Według najnowszych kalkulacji przeprowadzonych przy założeniu, że w tym układzie planetarnym znajdują się 4 planety, a inklinacja orbity to 59°, masa Gliese 876 c wynosi około 0,71 MJ.

### Inne cechy
Z uwagi na masę planety jest prawdopodobne, że Gliese 876 c jest gazowym gigantem nie posiadającym powierzchni stałej. Ze względu na to, że planeta została odkryta metodą pośrednią, wiele z jej cech takich jak promień, skład chemiczny lub temperatura jest nieznanych. Zakładając skład chemiczny podobny do składu Jowisza, przewiduje się, że górne warstwy atmosfery są bezchmurne.
Gliese 876 c leży w obrębie ekosfery wokół Gliese 876. Podczas gdy możliwości istnienia życia na gazowych gigantach są nieznane, duże księżyce teoretycznie mogłyby posiadać środowisko, w którym mogłoby występować życie. Jednak modele interakcji pomiędzy hipotetycznym księżycem, planetą oraz gwiazdą Gliese 876 sugerują, że interakcje pływowe pomiędzy gwiazdą, planetą i hipotetycznym księżycem doprowadziłyby prawdopodobnie do jego rozpadu. Co więcej, sama możliwość powstania takich księżyców została podana w wątpliwość.